# 낙안초등학교
낙안초등학교는 대한민국 전라남도 순천시 낙안면 성북리에 있는 초등학교인데, 아직 일제 시대였었던 1917년 10월 5일에 첫 개교되었다.

## 학교 연혁
- 1917년 10월 5일, 낙안공립보통학교 개교
- 1938년 4월 1일, 낙안공립심상소학교로 개칭
- 1941년 4월 1일, 낙안공립국민학교로 개칭
- 1981년 1월 24일, 병설유치원 인가
- 1988년 3월 1일, 창녕분교장 관할
- 1990년 12월 8일, 현 위치로 이설
- 1996년 3월 1일, 낙안초등학교로 개칭
- 1998년 3월 1일, 낙안남초등학교 통합
- 1999년 8월 31일, 금산분교장 통합
- 2003년 4월 15일, 낙안관(다목적강당) 개관
- 2014년 3월 1일, 창녕분교장 통합
- 2020년 2월 11일, 제102회 10명 졸업(졸업생 총 8,758명)
- 2020년 3월 1일, 제37대 박윤자 교장 부임

## 같이 보기
- 낙안객사

## 참고 자료
- 낙안초등학교 - 한국교육학술정보원 학교알리미